# 神戸市立有馬小学校
神戸市立有馬小学校（こうべしりつありましょうがっこう）は、兵庫県神戸市北区にある市立の小学校である。2024年現在の児童数は21人。

## 沿革
- 1873年11月6日 - 湯山町立湯山小学校開校。
- 1887年4月 - 湯山町立湯山尋常小学校と改称。
- 1896年7月 - 有馬町立有馬尋常小学校と改称。（湯山町から有馬町に町名変更）
- 1901年4月 - 高等科を設置。有馬尋常高等小学校と改称。
- 1915年3月 - 校章制定。
- 1929年7月 - 現在地[要出典]に移転。
- 1941年 - 有馬国民学校と改称。有馬青年学校が併設。
- 1944年9月 - 竹谷国民学校より学童疎開の児童が来る。11月には他の地域より学童疎開の児童が来て児童数が増える。
- 1947年6月 - 神戸市立有馬小学校と改称。
- 1961年10月 - プール竣工。
- 1963年 - 創立90周年記念式。校旗・校歌制定。

## 教育目標
- 自ら学ぶ子・・・課題意識を持ち、進んで 問題を解決する。
- 思いやる子・・・励まし合い、認め合い、友達を大切にする。
- やりぬく子・・・心身共にたくましく、 粘り強くがんばる。

## 学校行事
- 入初式 - 毎年1月2日、講堂で有馬温泉を再興した行基と仁西の像に湯を注がれる行事[2]。
- ふれあい合同運動会[3] - 1999年（平成11年）より行われている。有馬ふれあいのまちづくり協議会との共催による地域一体型の運動会。

## 通学区域
- 神戸市北区[4]
  - 有馬町
- 西宮市
  - 山口町香花園

## 進学先中学校
- 神戸市立有馬中学校

## 校区内の主な施設など
- 有馬温泉
- 有馬川
- 有馬保育園
- 有馬警察署 有馬交番

## 交通
- 神戸電鉄有馬線有馬温泉駅より徒歩4分

## 通学区域が隣接している学校
- 神戸市立有野小学校
- 神戸市立唐櫃小学校
- 神戸市立六甲山小学校
- 神戸市立本山第三小学校
- 芦屋市立山手小学校
- 西宮市立山口小学校